# Stian Gregersen
Stian Rode Gregersen (Kristiansund, 17 maggio 1995) è un calciatore norvegese, difensore dell'Atlanta United.

## Carriera

### Club
Cresciuto nelle giovanili del Clausenengen, ha avuto modo di debuttare in prima squadra nel 2011, in 4. divisjon. L'anno seguente è passato al Kristiansund, in 2. divisjon. Nell'estate 2012 è stato ingaggiato dal Molde, che lo ha inizialmente aggregato alle proprie giovanili.
Nel campionato 2013 si è limitato ad una presenza in panchina in occasione della 16ª giornata di Eliteserien: non è stato impiegato nel corso della sfida casalinga pareggiata per 1-1 contro il Viking.
In vista della 1. divisjon 2015 ha fatto ritorno al Kristiansund, con la formula del prestito. Ha esordito in questa divisione il 12 aprile, schierato titolare nella vittoria esterna per 0-2 maturata sul campo del Levanger. Il 21 giugno ha siglato il primo gol, nel pareggio per 1-1 arrivato sul campo dell'Hønefoss.
L'anno seguente è tornato al Molde per fine prestito e il 17 luglio 2016 ha potuto debuttare in Eliteserien, subentrando a Sander Svendsen nel pareggio casalingo per 2-2 contro lo Start.
Il 16 febbraio 2017 ha prolungato il contratto che lo legava al Molde fino al 31 dicembre 2020.
Il 5 aprile successivo ha siglato la prima rete nella massima divisione locale, sancendo la vittoria per 2-1 sul Lillestrøm. Il 19 luglio 2018 ha invece giocato la prima partita nelle competizioni europee per club, quando ha sostituito Ruben Gabrielsen nella vittoria per 5-1 sul Glenavon, nel primo turno di qualificazione all'Europa League 2018-2019.
Il 16 febbraio 2019 è stato ceduto in prestito agli svedesi dell'Elfsborg. Il 1º aprile ha quindi debuttato in Allsvenskan, schierato titolare nel pareggio interno per 1-1 contro l'Hammarby. Il 27 aprile successivo ha siglato la sua prima e unica rete di quell'anno, contribuendo alla vittoria della sua squadra per 2-4 contro il Sirius. Ha chiuso la stagione con 26 presenze in campionato, tutte da titolare.
Il 31 agosto 2021 è passato ai francesi del Bordeaux, a cui si è legato fino al 30 giugno 2025.
L'11 gennaio 2024 passa all'Atlanta United.

### Nazionale
Conta 2 presenze per la Norvegia under 18.

## Statistiche

### Presenze e reti nei club
Statistiche aggiornate al 24 novembre 2024.
| Stagione               | Squadra                | Campionato             | Campionato | Campionato | Coppe nazionali | Coppe nazionali | Coppe nazionali | Coppe continentali | Coppe continentali | Coppe continentali | Altre coppe | Altre coppe | Altre coppe | Totale | Totale |
| Stagione               | Squadra                | Comp                   | Pres       | Reti       | Comp            | Pres            | Reti            | Comp               | Pres               | Reti               | Comp        | Pres        | Reti        | Pres   | Reti   |
| ---------------------- | ---------------------- | ---------------------- | ---------- | ---------- | --------------- | --------------- | --------------- | ------------------ | ------------------ | ------------------ | ----------- | ----------- | ----------- | ------ | ------ |
| 2012                   | Kristiansund BK        | 2.D                    | 5          | 1          | CN              | 2               | 0               | -                  | -                  | -                  | -           | -           | -           | 7      | 1      |
| 2015                   | Kristiansund BK        | 1.D                    | 24         | 1          | CN              | 4               | 0               | -                  | -                  | -                  | -           | -           | -           | 28     | 1      |
| Totale Kristiansund BK | Totale Kristiansund BK | Totale Kristiansund BK | 29         | 2          |                 | 6               | 0               |                    | -                  | -                  |             | -           | -           | 35     | 2      |
| 2016                   | Molde                  | E                      | 7          | 0          | CN              | 0               | 0               | -                  | -                  | -                  | -           | -           | -           | 7      | 0      |
| 2017                   | Molde                  | E                      | 27         | 1          | CN              | 2               | 0               | -                  | -                  | -                  | -           | -           | -           | 29     | 1      |
| 2018                   | Molde                  | E                      | 14         | 0          | CN              | 1               | 0               | UEL                | 5                  | 0                  | -           | -           | -           | 20     | 0      |
| 2019                   | Elfsborg               | E                      | 26         | 1          | CS              | 0               | 0               | -                  | -                  | -                  | -           | -           | -           | 26     | 1      |
| 2020                   | Molde                  | E                      | 12         | 2          | -               | -               | -               | UCL+UEL            | 3+9                | 0                  | -           | -           | -           | 24     | 2      |
| gen.-ago. 2021         | Molde                  | E                      | 14         | 1          | CN              | 1               | 0               | UECL               | 3                  | 0                  | -           | -           | -           | 18     | 1      |
| Totale Molde           | Totale Molde           | Totale Molde           | 74         | 4          |                 | 4               | 0               |                    | 20                 | 0                  |             | -           | -           | 98     | 4      |
| 2021-2022              | Bordeaux               | L1                     | 24         | 1          | CF              | 0               | 0               | -                  | -                  | -                  | -           | -           | -           | 24     | 1      |
| 2022-2023              | Bordeaux               | L2                     | 36         | 1          | CF              | 1               | 0               | -                  | -                  | -                  | -           | -           | -           | 37     | 1      |
| 2023-gen. 2024         | Bordeaux               | L2                     | 13         | 0          | CF              | 1               | 0               | -                  | -                  | -                  | -           | -           | -           | 14     | 0      |
| Totale Bordeaux        | Totale Bordeaux        | Totale Bordeaux        | 73         | 2          |                 | 2               | 0               |                    | -                  | -                  |             | -           | -           | 75     | 2      |
| 2024                   | Atlanta United         | MLS                    | 23+4       | 2+1        | USOC            | 3               | 0               | -                  | -                  | -                  | LC          | 2           | 0           | 32     | 3      |
| Totale carriera        | Totale carriera        | Totale carriera        | 229        | 12         |                 | 15              | 0               |                    | 20                 | 0                  |             | 2           | 0           | 266    | 12     |

### Cronologia presenze e reti in Nazionale
| Cronologia completa delle presenze e delle reti in nazionale ― Stati Uniti | Cronologia completa delle presenze e delle reti in nazionale ― Stati Uniti | Cronologia completa delle presenze e delle reti in nazionale ― Stati Uniti | Cronologia completa delle presenze e delle reti in nazionale ― Stati Uniti | Cronologia completa delle presenze e delle reti in nazionale ― Stati Uniti | Cronologia completa delle presenze e delle reti in nazionale ― Stati Uniti | Cronologia completa delle presenze e delle reti in nazionale ― Stati Uniti | Cronologia completa delle presenze e delle reti in nazionale ― Stati Uniti |
| Data                                                                       | Città                                                                      | In casa                                                                    | Risultato                                                                  | Ospiti                                                                     | Competizione                                                               | Reti                                                                       | Note                                                                       |
| -------------------------------------------------------------------------- | -------------------------------------------------------------------------- | -------------------------------------------------------------------------- | -------------------------------------------------------------------------- | -------------------------------------------------------------------------- | -------------------------------------------------------------------------- | -------------------------------------------------------------------------- | -------------------------------------------------------------------------- |
| 27-3-2021                                                                  | Malaga                                                                     | Norvegia                                                                   | 0 – 3                                                                      | Turchia                                                                    | Qual. Mondiali 2022                                                        | -                                                                          | 48’                                                                        |
| 30-3-2021                                                                  | Podgorica                                                                  | Montenegro                                                                 | 0 – 1                                                                      | Norvegia                                                                   | Qual. Mondiali 2022                                                        | -                                                                          |                                                                            |
| 6-6-2021                                                                   | Malaga                                                                     | Norvegia                                                                   | 1 – 2                                                                      | Grecia                                                                     | Amichevole                                                                 | -                                                                          |                                                                            |
| 11-10-2021                                                                 | Oslo                                                                       | Norvegia                                                                   | 2 – 0                                                                      | Montenegro                                                                 | Qual. Mondiali 2022                                                        | -                                                                          | 82’ 90’                                                                    |
| 16-11-2021                                                                 | Rotterdam                                                                  | Paesi Bassi                                                                | 2 – 0                                                                      | Norvegia                                                                   | Qual. Mondiali 2022                                                        | -                                                                          | 74’                                                                        |
| 17-11-2022                                                                 | Dublino                                                                    | Irlanda                                                                    | 1 – 2                                                                      | Norvegia                                                                   | Amichevole                                                                 | -                                                                          | 90+3’                                                                      |
| 20-11-2022                                                                 | Oslo                                                                       | Norvegia                                                                   | 1 – 1                                                                      | Finlandia                                                                  | Amichevole                                                                 | -                                                                          | 46’                                                                        |
| 16-11-2023                                                                 | Dublino                                                                    | Norvegia                                                                   | 2 – 0                                                                      | Fær Øer                                                                    | Amichevole                                                                 | -                                                                          | 46’                                                                        |
| 14-11-2024                                                                 | Lubiana                                                                    | Slovenia                                                                   | 1 – 4                                                                      | Norvegia                                                                   | UEFA Nations League 2024-2025 - 1º turno                                   | -                                                                          | 87’                                                                        |
| 17-11-2024                                                                 | Oslo                                                                       | Norvegia                                                                   | 5 – 0                                                                      | Kazakistan                                                                 | UEFA Nations League 2024-2025 - 1º turno                                   | -                                                                          | 73’                                                                        |
| 25-3-2025                                                                  | Debrecen                                                                   | Israele                                                                    | 2 – 4                                                                      | Norvegia                                                                   | Qual. Mondiali 2026                                                        | -                                                                          | 90+1’                                                                      |
| Totale                                                                     |                                                                            | Presenze                                                                   | 11                                                                         |                                                                            | Reti                                                                       | 0                                                                          |                                                                            |